# Vespicula zollingeri
Vespicula zollingeri és una espècie de peix pertanyent a la família dels tetrarògids i a l'ordre dels escorpeniformes.

## Etimologia
Vespicula és el diminitiu del mot llatí vespa (vespa), mentre que l'epitet zollingeri fa referència a Heinrich Zollinger (el botànic, micòleg i explorador suís que va donar la seua col·lecció de peixos indonesis a l'ictiòleg neerlandès Pieter Bleeker).

## Descripció
Cos de color marró quasi uniforme i comprimit. 13-14 espines a l'aleta dorsal i 6 ½ radis tous. 3 espines i 4-6 radis tous a l'aleta anal. Línia lateral contínua. Aletes pectorals amb 12-12 radis tous. Espai interorbitari gairebé pla. Preorbitari amb dues espines (la inferior petita i dirigida obliquament cap avall). Espina preopercular més curta que la més allargada de les preorbitàries. Boca força obliqua. Dents petites i disposades en bandes a les mandíbules i el vòmer. 3a. espina anal tan llarga com la primera dorsal. Aletes pectorals punxegudes i amb la mateixa llargària que el cap. Aleta caudal arrodonida. Escates petites i imbricades. La coloració dels espècimens conservats és marró (aletes més clares).

## Hàbitat i distribució geogràfica
És un peix marí, demersal i de clima tropical, el qual viu al Pacífic occidental: Indonèsia (incloent-hi les illes Petites de la Sonda).

## Observacions
És inofensiu per als humans i el seu índex de vulnerabilitat és de baix a moderat (26 de 100).